# National Cactus and Succulent Journal
National Cactus and Succulent Journal (abreviado Natl. Cact. Succ. J.) fue una revista ilustrada con descripciones botánicas que fue editada en Inglaterra. Se publicaron 37 números en los años 1946 - 1982. Fue precedida por Yorkshire Cactus Journal y reemplazada por British Cactus and¹Succulent Journal.